# Jeff Galloway
John Franks (Jeff) Galloway (Raleigh, 12 juli 1945) is een Amerikaans voormalige langeafstandsloper. Hij nam eenmaal deel aan de Olympische Spelen, maar won hierbij geen medailles.

## Loopbaan
In 1972 maakte Galloway zijn olympisch debuut op de Olympische Spelen van München. Met een tijd van 29.35,0 op de 10.000 m was hij in de kwalificatieronde uitgeschakeld. Zijn grootste succes behaalde hij in 1974 met het winnen van de marathon van Honolulu.
Galloway liep zijn persoonlijk record van 2:16.35 in 1980 bij de marathon van Houston. Hij behaalde hiermee een derde plaats en finishte drie minuten achter de winnaar Ron Tabb.
Galloway is uitvinder van de Run-Walk-Run-loopmethode en schrijver van meerdere boeken over de loopsport. Naast schrijver is hij momenteel ook looptrainer.
In zijn actieve tijd was hij aangesloten bij FTC, Gainesville.

## Persoonlijke records
| Onderdeel      | Prestatie  | Jaar |
| -------------- | ---------- | ---- |
| 1 Eng. mijl    | 4.12       |      |
| 2 Eng. mijl    | 8.38,0     | 1973 |
| 3 Eng. mijl    | 14.10      |      |
| 5000 m         | 13.44,0    | 1972 |
| 10.000 m       | 28.30      | 1972 |
| 10 Eng. mijl   | 47.49 (NR) | 1973 |
| halve marathon | 1:06.18    | 1979 |
| marathon       | 2:16.35    | 1980 |

## Palmares

### 10.000 m
- 1972: 5e AAU in Seattle - 28.30,0
- 1972:  US Olympic Trials in Eugene - 28.38,8
- 1972: 11e in serie OS - 29.35,0
- 1973:  USA vs West Germany in München - 28.31,8
- 1973:  USA vs Soviet Union in Minsk - 28.43,6

### 10 km
- 1970:  Peachtree Road Race in Atlanta - 32.21,6
- 1978:  Festival of Five Flags in Pensacola - 30.40
- 1979:  Valdosta - 31.37
- 1979: 5e Camden - 31.56
- 1979: 4e Hibernia Crescent City Classic in New Orleans - 30.45
- 1980: 4e Charlotte Observer - 31.41
- 1980: 5e Myrtle Beach Can-Am - 31.41
- 1980:  Valdosta - 34.14
- 1980:  Springmaid in Ft Mill - 32.57
- 1983: 5e Heart of Thunder Bay - 32.10
- 1983:  Phidippides Fall Classic in Jackson - 30.51

### 15 km
- 1980:  Carolina Canter in Fletcher - 48.03

### 10 Eng. mijl
- 1979: 4e First American - 52.02
- 1981:  Mountain Goat - 52.16

### 20 km
- 1966: 4e New England AAU Championship in Bourne - 1:10.04
- 1978:  Spencer Mountain in Gastonia - 1:08.26
- 1979: 5e Chicago Lung Association Distance Classic - 1:02.26

### halve marathon
- 1974:  halve marathon van Perry - 1:07.32
- 1979: 7e Philadelphia Distance Run - 1:06.18
- 1980:  halve marathon van Kingsport - 1:08.20
- 1981:  halve marathon van Fort Mill - 1:09.26

### marathon
- 1963:  marathon van Atlanta - 2:57.20,7
- 1969: 4e marathon van Atlanta - 2:37.30
- 1970:  marathon van Atlanta - 2:23.08
- 1971: 11e marathon van Boston - 2:26.35
- 1971: 6e AAU kamp. in Eugene - 2:22.10
- 1971: 5e marathon van Atlanta - 2:28.58
- 1972:  marathon van Raleigh - 2:26.58
- 1972:  marathon van Fort Walton Beach - 2:19.34,5
- 1972: 7e marathon van Boston - 2:20.03
- 1972: 4e US Olympic Trials in Eugene - 2:20.29,2
- 1973: 5e marathon van Boston - 2:21.27
- 1973:  marathon van Atlanta - 2:20.58
- 1974:  marathon van Honolulu - 2:23.02
- 1975:  marathon van Honolulu - 2:19.59,4
- 1976:  marathon van Virginia Beach - 2:24.16
- 1976: 9e US Olympic Trials in Eugene - 2:18.29
- 1976: 4e marathon van Honolulu - 2:24.42
- 1977: 14e marathon van Eugene - 2:22.15
- 1978: 12e marathon van Eugene - 2:18.13
- 1978:  marathon van San Diego - 2:22.02
- 1979: 10e marathon van Bangor - onbekende tijd
- 1979:  marathon van San Diego - 2:21.39
- 1980:  marathon van Houston - 2:16.35
- 1980: 32e marathon van Boston - 2:22.02
- 1980: 4e marathon van Winnipeg - 2:19.47
- 1980:  marathon van San Diego - 2:19.37
- 1981: 8e marathon van Winnipeg - 2:26.09
- 1981: 8e marathon van Atlanta - 2:43.56
- 1982:  marathon van Key West - 2:33.05
- 1982: 5e marathon van Portland - 2:23.56
- 1985: 56e marathon van Saint Paul - 2:31.59

### veldlopen
- 1970: 6e USTFF in University Park - 29.42
- 1970: 29e AAU in Chicago - 31.44
- 1971: 13e USTFF in Stone Mountain - 31.07
- 1971: 14e AAU in San Diego - 30.17
- 1972: 19e AAU in Chicago - 31.24
- 1973:  AAU in Gainesville - 30.03
- 1974: 7e Canadese kamp. in St Catherines - 34.35
- 1974: 36e AAU in Belmont - 31.38
- 1975: 6e AAU in Gainesville - 48.31
- 1975: 70e WK in Rabat - onbekende tijd
- 1976: 35?e AAU in Phiadelphia - 32.10

## Boeken
- Galloway, Jeff, Galloway's Book on Running, (1984), ISBN 978-0-394-72709-7
- Galloway, Jeff, Return of the Tribes to Peachtree Street, (1995), Galloway Productions, ISBN 978-0-9647187-0-8
- Galloway, Jeff (and Joe Henderson) Better Runs (1995) Human Kinetics Publishers; 1 edition, ISBN 978-0-87322-866-4
- Galloway, Jeff, Marathon: You Can Do It! , (2001), Shelter Publications, ISBN 978-0-936070-25-4
- Galloway, Jeff, Galloway's Book on Running (revised), 2nd edition, Shelter Publications, ISBN 978-0-936070-27-8
- Galloway, Jeff, Running: A Year Round Plan, (2005) Meyer & Meyer, ISBN 978-1-84126-169-0
- Galloway, Jeff, Running: Getting Started, Meyer & Meyer, (2005) ISBN 978-1-84126-166-9
- Galloway, Jeff, Running: Testing Yourself, Meyer & Meyer, (2005) ISBN 978-1-84126-167-6
- Galloway, Jeff, Walking: the Complete Book, Meyer & Meyer, (2005) ISBN 978-1-84126-170-6
- Galloway, Jeff, Galloway's 5K and 10K Running, Meyer und Meyer (2010) ISBN 978-3-89899-575-7
- Galloway, Jeff, Running Until You're 100, Meyer & Meyer (2011) ISBN 978-3-89899-661-7

- Biblioteca Nacional de España: XX1795198
- Gemeinsame Normdatei: 122390776
- International Standard Name Identifier: 0000 0000 8090 4659
- Library of Congress Control Number: n84027482
- Nationale Bibliotheek van Letland: 000236323
- Nationale Bibliotheek van Tsjechië: mzk2007386042
- Nederlandse Thesaurus van Auteursnamen: 073085839
- Système universitaire de documentation: 099517426
- Virtual International Authority File: 10726532
- WorldCat: E39PBJcWpDxbMhfj8FMjHqVBfq